# Гаварни (коммуна)
Гаварни́ (фр. Gavarnie, окс. Gavarnia) — ныне не существующая коммуна во Франции, находившаяся в регионе Юг — Пиренеи, департамент — Верхние Пиренеи, кантон Люс-Сен-Совёр, округ Аржелес-Газост. С 1 января 2016 года после реформы органов самоуправления Франции вошла в состав коммуны Гаварни-Жедр.
Код INSEE коммуны — 65188.

## География
Коммуна расположена приблизительно в 710 км к югу от Парижа, в 155 км юго-западнее Тулузы, в 60 км к югу от Тарба.
По территории коммуны протекают реки Гав-де-Гаварни и Гав-д’Осу.

## Климат
Климат умеренно-океанический с солнечной тёплой погодой и обильными осадками на протяжении практически всего года.

## Население
Население коммуны на 2010 год составляло 140 человек.
| 1962 | 1968 | 1975 | 1982 | 1990 | 1999 | 2010 |
| ---- | ---- | ---- | ---- | ---- | ---- | ---- |
| 213  | 167  | 162  | 169  | 177  | 164  | 140  |

## Администрация
| Период | Период | Фамилия        | Партия | Примечания |
| ------ | ------ | -------------- | ------ | ---------- |
| 2001   | 2020   | Кристиан Брюзо |        |            |

## Экономика
В 2010 году среди 99 человек трудоспособного возраста (15-64 лет) 86 были экономически активными, 13 — неактивными (показатель активности — 86,9 %, в 1999 году было 77,2 %). Из 86 активных жителей работали 83 человека (43 мужчины и 40 женщин), безработных было 3 (1 мужчина и 2 женщины). Среди 13 неактивных 2 человека были учениками или студентами, 4 — пенсионерами, 7 были неактивными по другим причинам.

## Достопримечательности
- Церковь Нотр-Дам-дю-Бон-Пор (XIV век). Исторический памятник с 1998 года[4]

## Фотогалерея
- Гаварни
- Церковь Нотр-Дам
- Река Гав-де-Гаварни
- Мост Надо
- Водопад